# (35069) 1989 SH4
1989 SH4 (asteroide 35069) é um asteroide da cintura principal. Possui uma excentricidade de 0.15969650 e uma inclinação de 4.36512º.
Este asteroide foi descoberto no dia 26 de setembro de 1989 por Eric Walter Elst em La Silla.